# Championnat de France de Supertourisme
Navigation
TC France
Le Championnat de France des voitures de production, devenu Championnat de France de Supertourisme en 1989, est le championnat national de course de voitures de tourisme sur circuits, disputé de 1976 à 2005, puis de 2015 à 2019.
À partir de 2015 le championnat renait, les voitures utilisées sont alors des Mitjet Supertourisme.
En 2021, le championnat de France des voitures de tourisme cède la place au Championnat de France FFSA Tourisme ou « TC France », inspiré des championnats de tourisme américains comme le TC America (en).

## Histoire
Un titre national fut décerné en 1974, mais un véritable championnat de voitures de tourisme, géré par la FFSA, ne débuta qu'en 1976. Il était destinée aux voitures de tourisme du Groupe 1B.
Le championnat était constitué de plusieurs épreuves sur le sol national attribuant des points en fonction du classement du pilote et en fin de saison, le cumul de point désignait le vainqueur.
En 1979, Jean-Pierre Beltoise crée la Noscar (Nouvelle organisation spécialisée pour la course automobile), avec Philippe Gurdjian, dont l'objectif est d'apporter un soutien dans la promotion du sport automobile au sein du Championnat de France des Voitures de Production afin d'attirer en plus grand nombre spectateurs et sponsors, de renforcer le plateau et d'aider les organisateurs de circuit en apportant des dotations inédites, des services et une action de relations-presse.
À partir de 1982, les règles du Groupe A furent adoptées. Mais la FFSA s'en écarta en introduisant un poids minimum et un handicap de poids selon les résultats et les technologies utilisées. En 1983 la compétition ne comporte plus qu'une seule classe de véhicules. Le règlement imposait aux voitures de descendre directement d’un modèle de série produit à 2500 exemplaires minimum.
1987 et 1988 voient débarquer la classe Superproduction qui reprend les spécificités des Groupe B en dominant la compétition. Le championnat a changé de nom en Supertourisme en 1989, lorsque les voitures du Groupe A ont obtenues des évolutions techniques pour suivre les voitures de Superproduction plus rapides.
En 1993, les Groupe A ont été remplacées par la catégorie Supertourisme codifiée par la FIA, se calquant sur le règlement TOCA du Championnat britannique des voitures de tourisme. Les voitures sont des berlines au moteur atmosphérique préparé de 2.0 l de cylindrée maximum. Ce sont les heures de gloire du Supertourisme français, six constructeurs sont engagés, les pilotes de renom affluent, les médias s'intéressent à la discipline. Toutes les équipes d'usine ont abandonné le championnat à la fin de 1995, mais la compétition a continué avec des voitures privées.
Le championnat Supertourisme conserva son appellation, malgré le remplacement, en 2001, des voitures Supertourisme par des Silhouette, formule monotype où les châssis sont habillés d’une carrosserie évoquant un modèle de série. Il disparut en 2005 en raison de l'escalade des coûts engendrés par son règlement.
Le Championnat de France de Supertourisme renaît en 2015 à l’initiative de Jean-Philippe Dayraut, créateur des Mitjet Series et vainqueur du championnat en 2001. Le Championnat de France de Supertourisme fait désormais partie du format GT Tour et les voitures intégrant ce championnat sont désormais  exclusivement des Mitjet Supertourisme,.

## La Mitjet Supertourisme 2015-2019
La Mitjet Supertourisme est une voiture de course conçue et fabriquée en France, développée afin de proposer un véhicule de sport à des coûts réduits. Depuis 2015, dans le cadre du Championnat de France de Supertourisme, tous les pilotes partent avec les mêmes voitures, seuls quelques réglages peuvent être apportés.

### Caractéristiques techniques

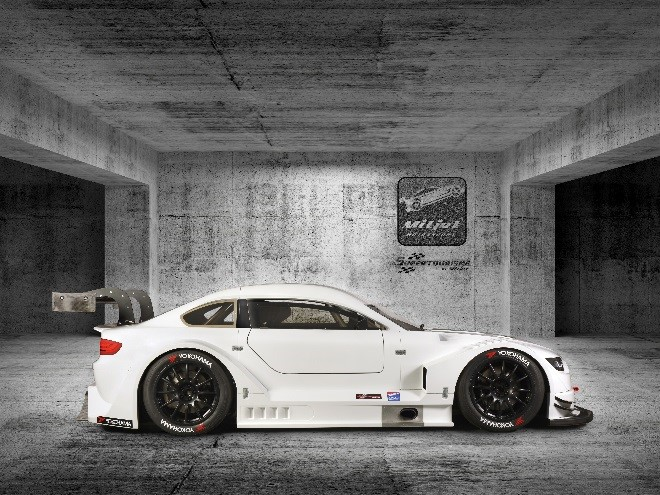
Mitjet Supertourisme.

| Moteur            | 3,5 L atmosphérique         |
| Puissance         | 330 ch                      |
| Châssis           | Acier tubulaire             |
| Boite de vitesses | Séquentielle à six rapports |
| Poids             | 850 kg                      |
| Jantes            | 18"                         |
| Pneus             | Yokohama 285/65/18          |
| Transmission      | Propulsion                  |
| Autonomie         | 75 litres                   |
| Hauteur           | 1 210 mm                    |
| Largeur           | 1 820 mm                    |
| Longueur          | 4 300 mm                    |
| Biplace           |                             |
| Homologué FFSA    |                             |
| Source            |                             |

### Format des courses
En 2015, le Championnat de France Supertourisme est constitué de sept épreuves sur divers circuits français et européens. Chaque épreuve permet aux pilotes de marquer des points en fonction de son classement. En fin de saison, le cumul de point désigne le vainqueur du championnat.
Chaque meeting est constitué de deux manches de qualifications et de trois courses : une épreuve d'endurance de 36 minutes disputée en deux manches de 18 minutes (avec une pause de 30 min) et deux courses dites « sprint » de 20 minutes chacune.
Les départs se font lancés et la grille de départ est déterminée par les résultats des deux manches de qualification.

### Attribution des points
| Barème 2015 | Barème 2015      |
| Position    | Nombre de points |
| ----------- | ---------------- |
| 1           | 100              |
| 2           | 96               |
| 3           | 92               |
| 4           | 88               |
| 5           | 84               |
| 6           | 80               |
| 7           | 78               |
| 8           | 76               |
| 9           | 74               |
| 10          | 72               |
| 11          | 70               |
| ...         | ...              |

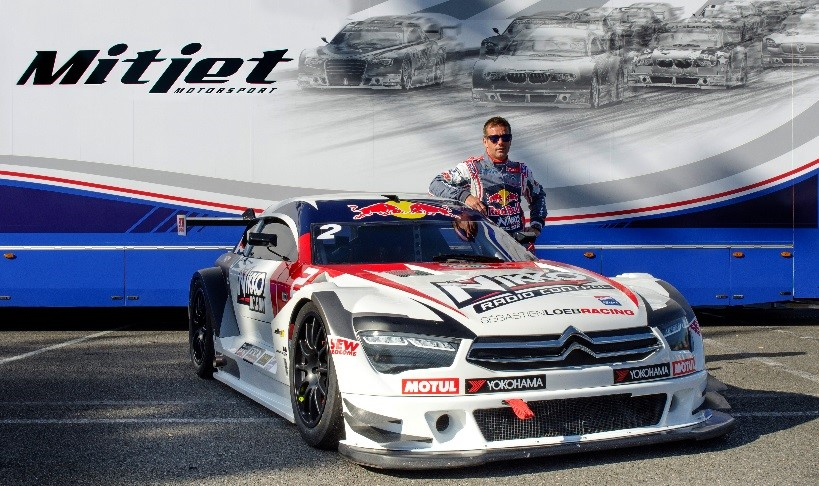
Sébastien Loeb près de sa Mitjet Supertourisme aux couleurs Citroën.

Des points sont attribués aux quarante-cinq premiers de chaque course, l’attribution des points est dégressive en fonction du classement.

## Palmarès

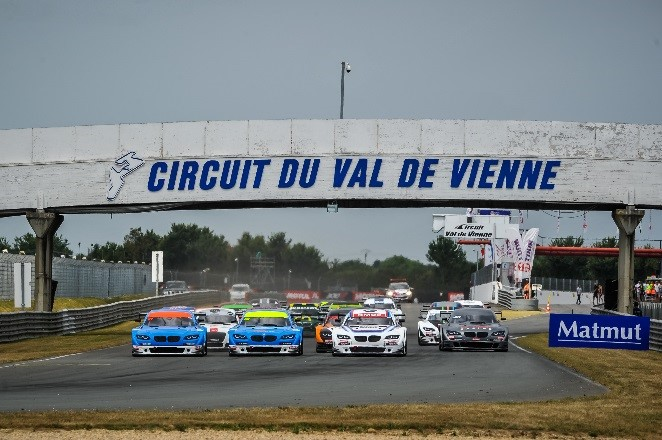
Mitjet Supertourisme du Championnat de France 2015 au Val de Vienne.

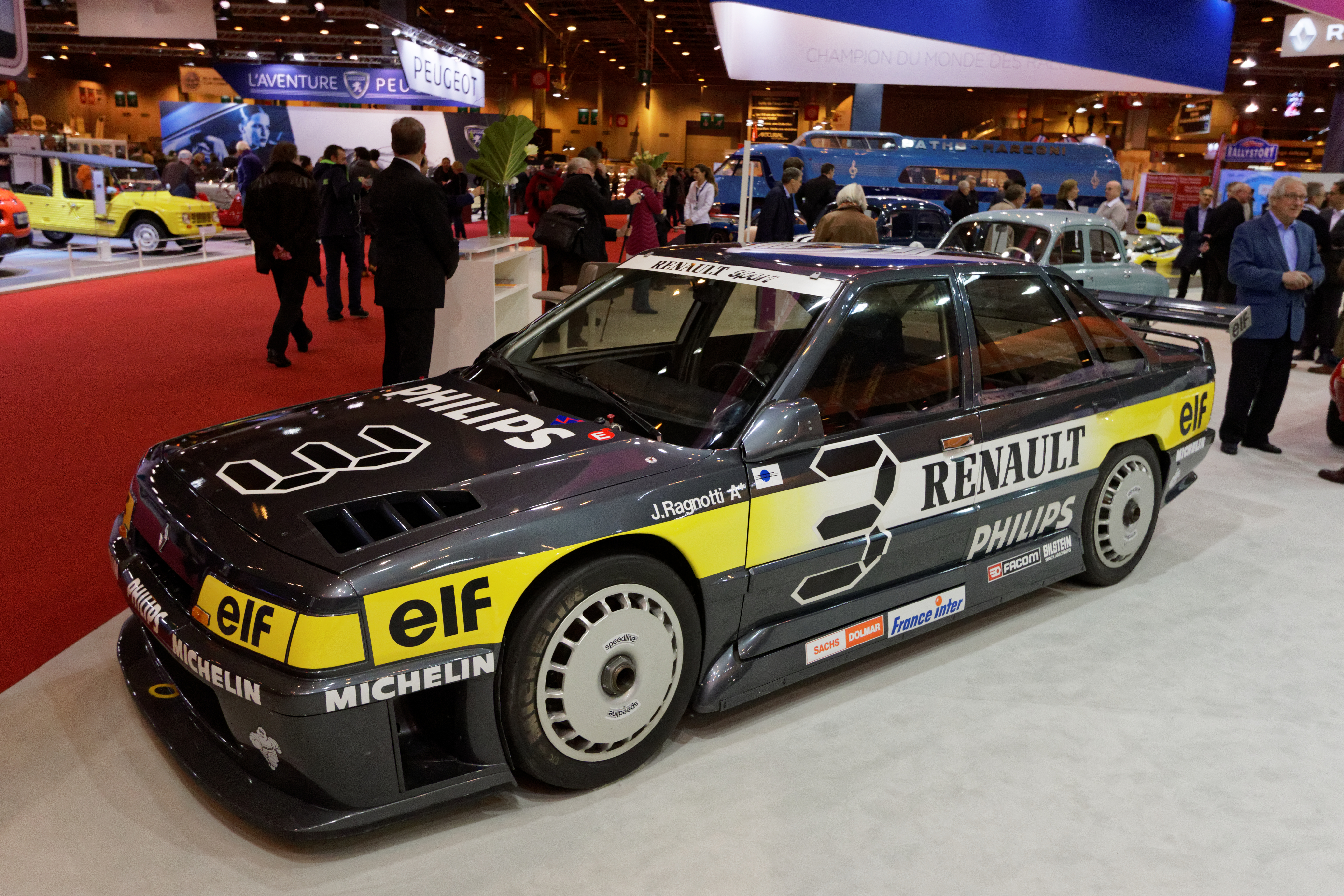
Renault 21 Turbo 4x4 Superproduction de Jean Ragnotti, victorieux de l'édition 1988.

| Année     | Vainqueur                      | Pays                    | Voiture                              |
| --------- | ------------------------------ | ----------------------- | ------------------------------------ |
| 2020      | Championnat non disputé        | Championnat non disputé | Championnat non disputé              |
| 2019      | Victor Weyrich                 | France                  | Mitjet Supertourisme                 |
| 2018      | Romain Carton                  | France                  | Mitjet Supertourisme                 |
| 2017      | Ronald Basso                   | France                  | Mitjet Supertourisme                 |
| 2016      | Antoine Jung                   | France                  | Mitjet Supertourisme                 |
| 2015      | Yann Ehrlacher                 | France                  | Mitjet Supertourisme                 |
| 2006-2014 | Championnat non disputé        | Championnat non disputé | Championnat non disputé              |
| 2005      | Soheil Ayari                   | France                  | Peugeot 407 Silhouette               |
| 2004      | Soheil Ayari                   | France                  | Peugeot 406 Coupé Silhouette         |
| 2003      | Christophe Bouchut             | France                  | Seat Córdoba Silhouette              |
| 2002      | Soheil Ayari                   | France                  | Peugeot 406 Coupé Silhouette         |
| 2001      | Jean-Philippe Dayraut          | France                  | BMW M3 Silhouette                    |
| 2000      | William David                  | France                  | Peugeot 406 Supertourisme            |
| 1999      | William David                  | France                  | Peugeot 406 Supertourisme            |
| 1998      | Éric Cayrolle                  | France                  | BMW 318iS/320i                       |
| 1997      | Éric Cayrolle                  | France                  | BMW 318iS                            |
| 1996      | Éric Cayrolle                  | France                  | BMW 318iS                            |
| 1995      | Yvan Muller                    | France                  | BMW 318iS                            |
| 1994      | Laurent Aiello                 | France                  | Peugeot 405 Mi16                     |
| 1993      | Frank Biela                    | Allemagne               | Audi 80 Competition                  |
| 1992      | Marc Sourd                     | France                  | Audi 80                              |
| 1991      | Xavier Lapeyre                 | France                  | Audi 80                              |
| 1990      | Jean-Pierre Malcher            | France                  | BMW M3                               |
| 1989      | Jean-Pierre Malcher            | France                  | BMW M3                               |
| 1988      | Jean Ragnotti (Superprod.)     | France                  | Renault 21 Turbo 4x4 Superproduction |
| 1988      | Jean-Pierre Malcher (Groupe A) | France                  | BMW M3                               |
| 1987      | Érik Comas (Superprod.)        | France                  | Renault 5 Maxi Turbo                 |
| 1987      | Fabien Giroix (Groupe A)       | France                  | BMW M3                               |
| 1986      | Xavier Lapeyre                 | France                  | Audi 200 Quattro                     |
| 1985      | Jean-Louis Schlesser           | France                  | Rover SD1 Vitesse                    |
| 1984      | Dany Snobeck                   | France                  | Alfa Romeo GTV6                      |
| 1983      | Alain Cudini                   | France                  | Alfa Romeo GTV6                      |
| 1982      | René Metge                     | France                  | Rover SD1 3500                       |
| 1981      | Jean-Pierre Malcher            | France                  | BMW 320i                             |
| 1980      | Dany Snobeck                   | France                  | Ford Escort RS2000                   |
| 1979      | Dany Snobeck                   | France                  | Ford Capri III 3.0S                  |
| 1978      | Lucien Guitteny                | France                  | Ford Capri III 3.0S                  |
| 1977      | Jean-Pierre Beltoise           | France                  | BMW 530                              |
| 1976      | Jean-Pierre Beltoise           | France                  | BMW 3.0                              |
| 1975      | Championnat non disputé        | Championnat non disputé | Championnat non disputé              |
| 1974      | Jean-Claude Aubriet (Groupe 2) | France                  | BMW 3.0 CSL                          |
| 1974      | Henri Greder (Groupe 1)        | France                  | Opel Commodore GS/E                  |
| Sources,  |                                |                         |                                      |

## Circuits du championnat (1976–2005)
- Autodrome de Linas-Montlhéry (1976–1988, 1990–1996)
- Circuit Bugatti (1976, 1978–1981, 1986, 1989–1994, 1998–2005)
- Circuit d'Albi (1976–1979, 1981–1997, 1999–2005)
- Circuit de Charade (1976, 1980–1986, 1990–1991, 1994–1996, 1998–1999)
- Circuit de Croix-en-Ternois (1976, 1980–1995, 1997, 2001)
- Circuit de Dijon-Prenois (1976–1987, 1989–1999, 2002–2005)
- Circuit de Folembray (nl) (1977)
- Circuit de la Châtre (1979–1981, 1983–1984, 1989)
- Circuit de Lédenon (1977–1980, 1982–1991, 1994, 1996–2005)
- Circuit de Monaco (1987)
- Circuit de Nevers Magny-Cours (1976–1987, 1989–1990, 1992–1994, 1997–2005)
- Circuit de Pau-Ville (1977–1983, 1986, 1988, 1990–1991, 1993–2005)
- Circuit de Rouen-les-Essarts (1976–1978, 1980–1992)
- Circuit de Spa-Francorchamps (2000–2001)
- Circuit du Val de Vienne (1992–2000, 2005)
- Circuit Pau-Arnos (1987–1990)
- Circuit Paul Armagnac (1976–2005)
- Circuit Paul Ricard (1976–1980, 1982–1983, 1985–1989, 1993–1995, 1997–1998)
- Hockenheimring (1983)